# Агерово
Агерово — деревня на севере Бежаницкого района Псковской области. Входит в состав сельского поселения муниципальное образование «Добрывичская волость».
Расположена на берегу реки Уда, в 38 км к северу от райцентра Бежаницы; в 0,5 к западу от волостного центра Добрывичи.
Численность населения деревни по состоянию на 2000 год составляла 14 жителей.